# Hans-Rudolf Rösing

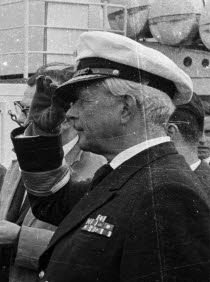
Konteradmiral Hans-Rudolf Rösing (1963)

Hans-Rudolf „Haro“ Rösing (* 28. September 1905 in Wilhelmshaven; † 16. Dezember 2004 in Kiel) war ein deutscher Marineoffizier, U-Bootkommandant im Zweiten Weltkrieg und zuletzt Konteradmiral in der Bundesmarine. Er war Kommandant von U 11, U 35, U 48 und zeitweise von U 10. Auf seinen Feindfahrten mit U 48 versenkte er zwölf Schiffe und beschädigte ein weiteres, das allerdings einen Hafen erreichen konnte.

## Jugend
Haro Rösing war der Sohn des kaiserlichen Seeoffiziers (zuletzt Vizeadmirals) Bernhard Rösing (1869–1947) und seiner Frau Elfriede, geborene Wünsche (1882–1961). Seine drei Brüder Friedrich Wilhelm, Kurt-Wolf und Bernhard sind im Zweiten Weltkrieg gefallen. Seine Schwester Elfriede hat den Krieg als internierte Lehrerin an der deutschen Schule Peking überlebt.
Beförderungen:
- 1. April 1925: Seekadett
- 1. Juni 1926: Fähnrich zur See
- 1. Mai 1928: Oberfähnrich zur See
- 1. Oktober 1928 Leutnant zur See
- 1. April 1930: Oberleutnant zur See
- 2. April 1935: Kapitänleutnant
- 1. Juli 1939: Korvettenkapitän
- 1. Februar 1943: Fregattenkapitän
- 1. April 1943: Kapitän zur See

Bundesmarine:
- 27. Juli 1961: Flottillenadmiral
- 13. November 1962: Konteradmiral

## Reichsmarine
Rösing trat 1924 in die Reichsmarine ein, er war somit Mitglied der Crew 24. Nachdem er Bordausbildungen, Belehrungsfahrten und die Marineschule absolviert hatte, beendete er seine Ausbildung auf den Leichten Kreuzern Nymphe und Königsberg. Rösing gehörte in den Jahren 1930/31 zu den Offizieren der Reichsmarine, die unter Geheimhaltung bei der Schwedischen Marine dienten.

## Kriegsmarine und Zweiter Weltkrieg
Nachdem er zwei Jahre als Kommandant der Schnellboote S-15 und S-3 eingesetzt gewesen war, wurde er im Oktober 1933 zur U-Boot-Abwehrschule kommandiert. Sein erstes U-Boot-Kommando erhielt er im September 1935, dabei handelte es sich um das neu gebaute U 11. Rösing kommandierte es zwei Jahre lang. Anfang 1937 fuhr er mit U 35 auf Patrouille nach Ponta Delgada (Azoren). Im Oktober desselben Jahres war Rösing im Torpedo-Erprobungskommando Eckernförde tätig. Dort blieb er für ein Jahr. Im Dezember 1938 wurde er zum Chef der 5. U-Flottille ernannt. Rösing war gerade eine Woche als Referent beim Befehlshaber der U-Boote beschäftigt, als er im Januar 1940 mit dem Kommando der 7. U-Flottille betraut wurde. Er löste im Mai desselben Jahres Herbert Schultze, der erkrankt war, als Kommandant von U 48 ab. Rösing führte das U-Boot auf zwei Unternehmungen, die insgesamt 55 Tage dauerten. Der spätere Führer der U-Boote (FdU) Norwegen, Reinhard Suhren, war zu dieser Zeit der 1. Wachoffizier, und somit Artillerieoffizier von U 48. Nach Rückkehr von seiner zweiten Feindfahrt mit diesem Boot wurde Rösing das Ritterkreuz verliehen.
Von September 1940 bis Februar 1941 arbeitete Rösing als Verbindungsoffizier der deutschen Kriegsmarine bei der italienischen U-Bootflottille in Bordeaux. Zwischen März und August desselben Jahres erhielt er das Kommando über die 3. U-Flottille, ehe er wiederum für einige Monate als Chef der Zentralabteilung zum Stab des Befehlshabers der U-Boote stieß. Im Juli 1942 wurde Rösing FdU West und war somit für alle U-Boote, die in Frankreich stationiert waren, verantwortlich. Im Herbst 1944 zog Rösing nach Norwegen, blieb aber weiterhin in seiner Position tätig. Nach der Kapitulation Deutschlands verbrachte er mehr als ein Jahr in alliierter Gefangenschaft.

## Rammbefehl
Herbert A. Werner, ehemaliger Kommandant von U 415, veröffentlichte unter dem Titel Die Eisernen Särge, bzw. Iron Coffins im Jahr 1969 zeitgleich in Deutschland und in den USA einen Bericht über seine Zeit in der U-Bootwaffe der Kriegsmarine, in dem auch Rösing Erwähnung fand. Der zu dieser Zeit bereits als Geschäftsmann in Kanada lebende Werner unternahm mit seiner memoirenhaften Schilderung den Versuch, dem Nimbus der U-Bootwaffe zu widersprechen und das U-Boot zu entmythologisieren. Werner berichtet in seinem Buch, dass er als Kommandant eines Bootes der in Nordfrankreich stationierten 1. U-Flottille im Sommer 1944 anlässlich der bevorstehenden Landung der Alliierten von Kapitän z.S. Rösing im Beisein weiterer U-Bootkommandanten hinsichtlich der Order Kanal Nr. 1 belehrt worden sei, dass dieser Befehl als „Rammbefehl“ auszulegen sei.

„Jedes feindliche Fahrzeug, das der Landung dient, auch wenn es nur etwa ein halbes hundert Soldaten oder einen Panzer an Land bringt, ist ein Ziel, das den vollen Einsatz des U-Bootes verlangt. Es ist anzugreifen, auch unter Gefahr des Verlustes des eigenen Bootes. Wenn es gilt, an die feindliche Landungsflotte heranzukommen, gibt es keine Rücksicht auf Gefährdung durch flaches Wasser oder mögliche Minensperren oder irgendwelche Bedenken ... Jeder Kommandant sei sich bewusst, das eine ernstere und entscheidendere Aufgabe an einen Soldaten nicht gestellt werden kann und dass die Zukunft Deutschlands den härtesten Einsatz von ihm verlange.“

Der Lesart der Order Kanal Nr. 1 als Aufforderung an die U-Bootkommandanten, durch einen Rammstoß das eigene Boot und höchstwahrscheinlich auch die Besatzung zu opfern, wurde beispielsweise durch Lothar-Günther Buchheim entsprochen. Als jedoch Jürgen Rohwer anlässlich der Veröffentlichung von Werners Buch vom Magazin „Der Spiegel“ hinsichtlich dieser Anweisung befragt wurde, schätzte der Historiker deren Aussage völlig anders ein. Er verstand darunter die Maßgabe, ohne „Rücksicht auf … Minen“ vorzugehen und gab an, eine Rückkehr nach „Aufbrauch der Kampfkraft“ sei angeordnet gewesen. Rohwer sprach in diesem Zusammenhang von der Fama vom Selbstmordbefehl, auch Rösing selbst gab an, es sei nicht vom „Rammen gesprochen worden“. 
In einem Interview mit dem 24-jährigen Studenten Lars Bodenstein anlässlich dessen Examensarbeit schloss Rösing im Jahr 2001 nicht mehr aus, den Befehl als „Rammbefehl“ verstanden, bzw. seinen Kommandanten gegenüber ausgedeutet zu haben. Der Historiker Dieter Hartwig wertet die Order entsprechend als befohlenen Kamikaze-Einsatz, dessen Nichtentsprechung bestraft werden konnte. Von den dreißig U-Booten, die gegen die Invasionsflotte der Alliierten ausliefen, kehrten zwanzig nicht vom Einsatz zurück.

## Nachkriegszeit und Bundesmarine
In der Nachkriegszeit war Rösing zeitweise für das Naval Historical Team tätig, das die deutschen Seekriegserfahrungen im amerikanischen Auftrag aufarbeitete. Nachdem er ab August 1952 im Amt Blank, der Vorgängerorganisation des Bundesministeriums der Verteidigung der Bundesrepublik Deutschland, tätig war, trat er vier Jahre später in die neu gegründete Bundesmarine ein. Im Amt Blank war er Leiter des Referats Schiffe und Waffen in der Gruppe Marine (II/PI/M). Mit der Eingliederung der Gruppe Marine in die Bundesmarine wurde das ehemalige Referat des Amts Blanks in die Unterabteilung D Schiffe überführt. Von März 1956 bis Oktober 1957 war er als Kapitän zur See Leiter der Unterabteilung D. Schon ein Jahr später wurde er im Dienstgrad Flottillenadmiral Kommandeur des Marine-Abschnittskommandos Nordsee. Dieses Amt übte Rösing mehr als vier Jahre aus, ehe er, zum Konteradmiral befördert, von April 1962 bis zu seiner Pensionierung als Befehlshaber im Wehrbereich I tätig war. Seine militärische Karriere beendete er Ende September 1965. Für seine Nachkriegsleistungen wurde Rösing im Folgejahr mit dem Großen Verdienstkreuz der Bundesrepublik Deutschland ausgezeichnet.

## Weitere Tätigkeiten
Er war das älteste Mitglied des Deutschen Hochseesportverbandes Hansa, in dem er viele Jahre als Skipper fungierte. Nachdem er Anfang der siebziger Jahre die Mahagoni-Slup Wappen von Hamburg von der Elbe bis zur DHH-Yachtschule Elba überführte, war er dort zwei Jahre als kommissarischer Schulleiter tätig.
Im Alter von 96 Jahren, 2001, wirkte er als Zeitzeuge in der Dokumentation Der Jahrhundertkrieg: Tödliche Falle von Regisseur Sebastian Dehnhardt und Publizist Guido Knopp mit.
Rösing arbeitete auch als Übersetzer, aus dem Englischen, Französischen und Italienischen für den Delius Klasing Verlag und die Edition Maritim. Er verfasste außerdem Werke, zum Beispiel Das kleine Buch vom Wassersport und Kriegskunst in unserer Zeit.